# Svartberget, Ljusdals kommun
Svartberget är ett naturreservat i Ljusdals kommun i Gävleborgs län.
Området är naturskyddat sedan 2009 och är 33 hektar stort. Reservatet består av granskog på bergets östra sida som avslutas med Kvistabäcken. 